# Ctenopteris malayana
Ctenopteris malayana är en stensöteväxtart som beskrevs av Barbara S. Parris. Ctenopteris malayana ingår i släktet Ctenopteris och familjen Polypodiaceae. Inga underarter finns listade.